# 石垣機場
石垣機場（日语：／ Ishigaki kūkō */?）為沖繩縣石垣市（石垣島）的機場，目前已停止民用，移轉為海上保安廳第十一管區石垣航空基地（已遷移至新石垣機場）、石垣市消防本部、沖繩縣立八重山醫院及石垣市政府運用。

## 民用時期航空管制
| TWR | 118.000 | 126.200 |

管制業務由國土交通省大阪航空局石垣機場辦事處擔任。

## 民用時期航空保安無線設施
| 局名   | 識別信號 | 周波數   | 周波數  | 開設日                     | 開設理由     |
| 局名   | 識別信號 | VOR      | DME     | 開設日                     | 開設理由     |
| 石垣   | GKE      | 117.7MHz | 1211MHz |                            |              |
| 八重山 | YAE      | 117.7MHz | 1211MHz | 2007年10月25-2008年1月16日 | 石垣局辦事處 |

維護業務由大阪航空局石垣機場辦事處航空管制技術官擔任。

## 歷史
- 1943年：本地屬沖繩縣八重山郡，因位於太平洋，戰略地利之故也誘致建設舊日本軍海軍機場。
- 1956年：轉為民用機場。
- 1972年：日本在接管琉球群島的同時把管理權由石垣市轉移至沖繩縣。
- 1973年：根據日本空港整備法被指定為第三種機場。
- 2013年3月7日：因石垣機場無法負荷日益繁重民航運輸量，且位於市中心再開闢面積困難，故另新闢新石垣機場負責民航運輸用途。在新石垣機場啟用後，石垣機場停止民用移交海上保安廳第十一管區，成立石垣航空基地（後遷移至新石垣機場）。原擁有之民航機場代碼【IATA代碼：ISG】及【ICAO代碼：ROIG】由新石垣機場繼承沿用。

## 民用時期航空公司與目的地

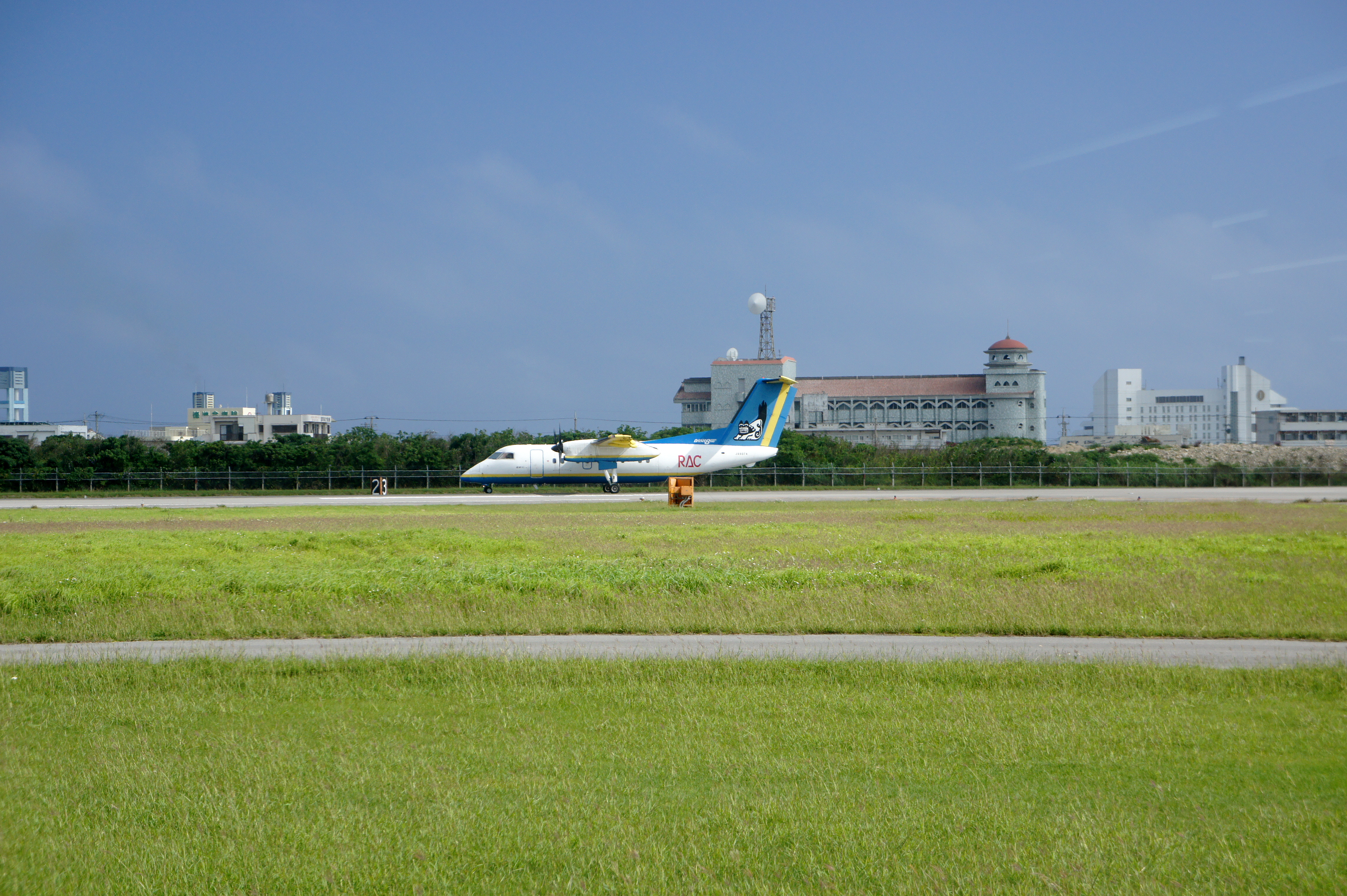
琉球空中通勤Dash 8

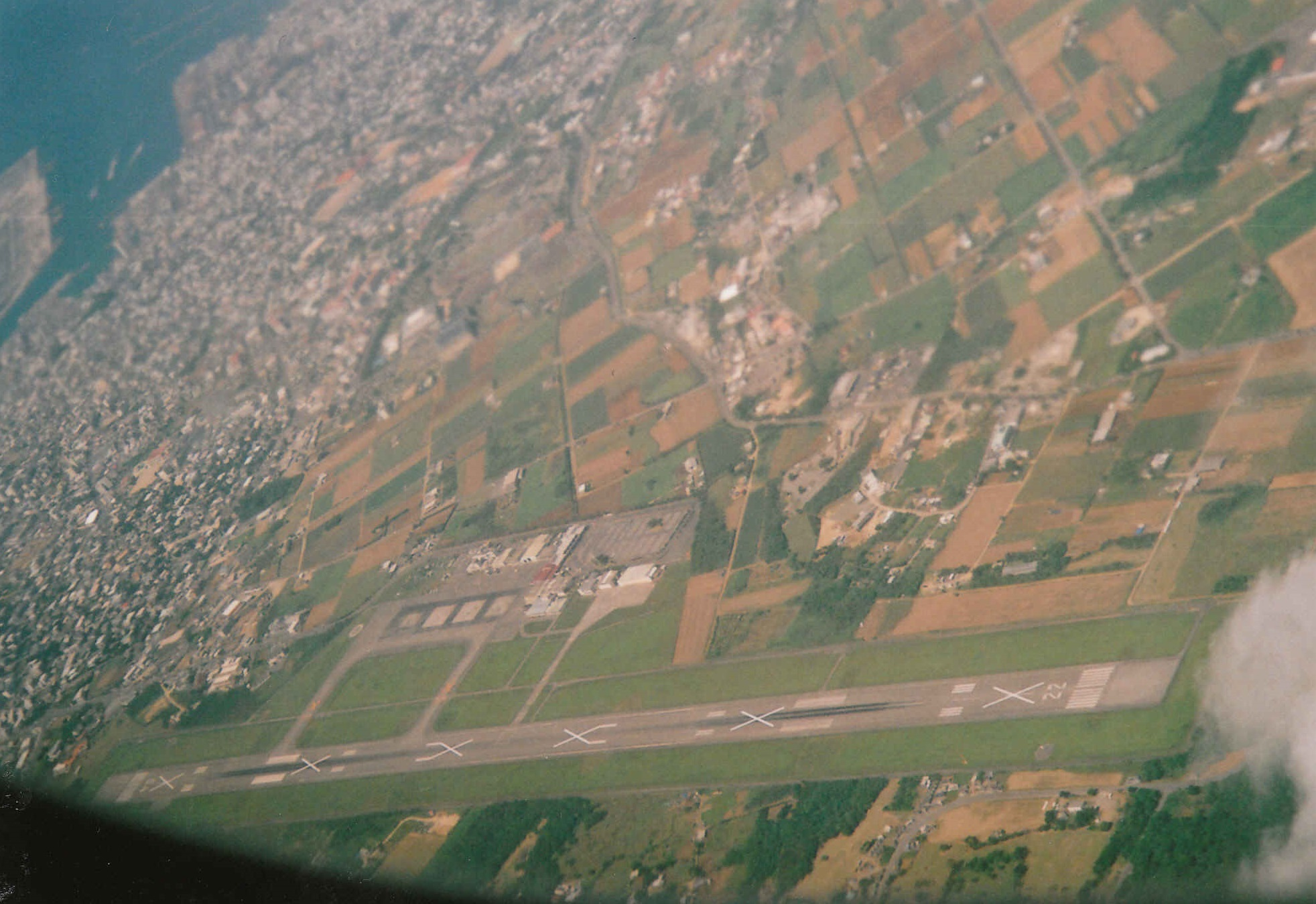
機場廢止後的空拍照片，跑道已畫上代表廢止的X記號

| 航空公司     | 目的地                                                         |
| ------------ | -------------------------------------------------------------- |
| 日本越洋航空 | 東京-羽田、名古屋-中部、大阪-關西、沖繩-那霸、宮古島、與那國島 |
| 琉球空中通勤 | 宮古島、與那國島                                               |
| 全日本空輸   | 沖繩-那霸                                                      |
| 海豚航空     | 波照間、多良間、沖繩-那霸(貨運)                                |

## 現況
2020年石垣航空基地尚在此地運作時，配置比奇AirKing350飛機編號（JA862A、JA867A）及李奧納多AW139直昇機編號（JA971A、JA972A）各兩架。

## 相關題目
- 日本機場列表
- 機場

## 外部連結
- https://www.kaiho.mlit.go.jp/11kanku/ishigaki-airstation/index.html （页面存档备份，存于）
- http://www.pref.okinawa.jp/airport/index/is/isigaki00.htm （页面存档备份，存于）